# Vlad Miriță
Vlad Miriță (Târgoviște, 2 agosto 1981) è un cantante rumeno.
Ha rappresentato la Romania all'Eurovision Song Contest 2008 con il brano Pe-o margine de lume, in duetto con Nicoleta Matei.

## Biografia
Vlad Miriță ha iniziato a studiare musica all'età di 16 anni. Durante la sua formazione ha lavorato con il coro Armonia Valahă, e ha partecipato ad eventi nazionali ed internazionali. Completati i suoi studi, nel 2001 è entrato a far parte del coro Madrigal.
Nel 2002 ha partecipato al Festival nazionale di musica leggera di Mamaia, vincendo nella categoria debuttanti. Il suo primo album, Steaua mea, è uscito lo stesso anno.
Il 23 febbraio 2008 ha cantato alla finale della Selecția Națională, il processo di selezione del rappresentante eurovisivo rumeno, in duetto con Nicoleta Matei. La loro canzone, Pe-o margine de lume, è cantata bilingue in rumeno e italiano. Dopo essersi qualificati dalla semifinale eurovisiva, si sono esibiti nella finale dell'Eurovision Song Contest 2008, che si è tenuta il successivo 24 maggio a Belgrado, classificandosi al 20º posto su 25 partecipanti con 45 punti totalizzati. Sono risultati i più televotati dell'evento dal pubblico di Moldavia e Spagna.

## Discografia

### Album
- 2002 - Steaua mea

### Singoli
- 2008 - Pe-o margine de lume (con Nicoleta Matei)